# Dschaber al-Bakr
Dschaber al-Bakr (arabisch جابر البكر Dschabir al-Bakr, DMG Ǧābir al-Bakr, amtliche Schreibweise auch Jaber Albakr; * 10. Januar 1994 in Saʿsaʿ; † 12. Oktober 2016 in Leipzig) war ein syrischer Staatsbürger, der im Verdacht stand, ein Mitglied der Terrormiliz Islamischer Staat zu sein und einen Terroranschlag auf den Flughafen Tegel geplant zu haben.

## Leben
Dschaber al-Bakr stammte aus Saʿsaʿ im Südwesten von Syrien, unweit der Golanhöhen. Nach Aussagen eines Bruders studierte er in der nahegelegenen syrischen Hauptstadt Damaskus Mechatronik. Wegen Kritik am syrischen Präsidenten Baschar al-Assad sei er vorübergehend festgenommen worden. Mit Geld, das er seinem Vater, einem wohlhabenden Bauunternehmer, gestohlen habe – umgerechnet etwa 24.000 Euro – sei er nach Nordafrika geflohen und von dort habe er mit einem Boot nach Italien übergesetzt.

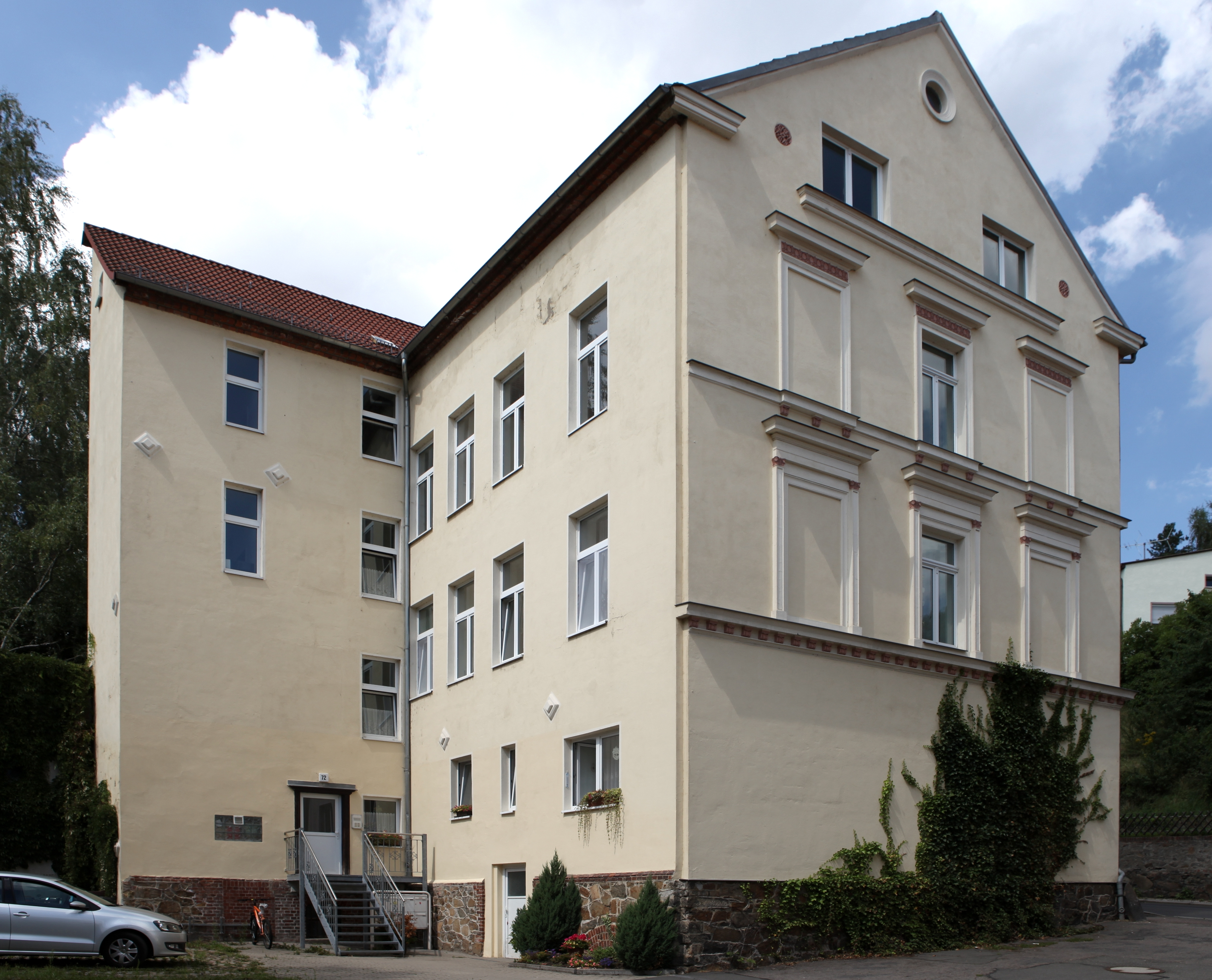
In diesem Mietshaus in der Eilenburger Bergstraße bewohnte al-Bakr eine Wohnung im Erdgeschoss

Am 18. Februar 2015 griffen deutsche Polizeibeamte al-Bakr in Rosenheim auf; am nachfolgenden Tag wurde er in der Erstaufnahmestelle in München registriert und weiter zur Erstaufnahme nach Chemnitz verwiesen, wo er einen Asylantrag stellte. Er wurde dem Landkreis Nordsachsen zugewiesen und zog am 10. März nach Eilenburg, zunächst in eine Vier-Mann-WG der Diakonie. Später bezog er eine eigene Wohnung, in die er – nach Aussage eines Sozialarbeiters – viel investierte. Am 9. Juni wurde er als Flüchtling anerkannt und erhielt – wie bei syrischen Kriegsflüchtlingen üblich – eine auf drei Jahre befristete Aufenthaltserlaubnis.
Laut verschiedener Medienberichte soll al-Bakr sich zweimal im Herbst 2015 (einmal ab Oktober 2015) und/oder von Frühjahr bis Sommer 2016 in der Türkei aufgehalten haben. Einen ehemaligen Mitbewohner in Eilenburg habe er aus der syrischen Stadt Idlib angerufen. Zuletzt lebte er in einer Wohnung im Chemnitzer Stadtteil Kappel, die der 33-jährige Syrer Khalil A., ebenfalls anerkannter Flüchtling, angemietet hatte, war aber weiter in Eilenburg gemeldet.

## Hinweise auf einen islamistisch-terroristischen Hintergrund
Nach Aussage von al-Bakrs Bruder sei dieser 2015 „immer häufiger“ zum Freitagsgebet nach Berlin gefahren. Ein oder mehrere Imame hätten ihn dort dazu gedrängt, in Syrien zu kämpfen. Im September sei er dann über Istanbul nach ar-Raqqa in Syrien gereist, um sich dem „Islamischen Staat“ (IS) anzuschließen. Dort habe er sich mehrere Monate lang aufgehalten und sei anschließend nach Idlib weitergereist. Im Januar 2016 schrieb al-Bakr auf Facebook, er werde in den „Dschihad“ ziehen.
Im August 2016 erstattete der Besitzer eines Leipziger Hotels Anzeige, nachdem al-Bakr dort die Kücheneinrichtung mit Brand- und Ätzspuren beschädigt hatte. Die Polizei wertete dies nur als Sachbeschädigung.
Der deutsche Verfassungsschutz erhielt nach Angaben seines Präsidenten Hans-Georg Maaßen Anfang September einen nachrichtendienstlichen Hinweis, dass der IS einen Anschlag auf die Verkehrsinfrastruktur in Deutschland plane. Nach Informationen der Welt am Sonntag kam der Hinweis von einem US-Dienst, der Telefonate al-Bakrs mit einem Kontaktmann des IS in Syrien abgehört hatte. Es sei unter anderem über die Herstellung von Sprengstoff und mögliche Anschlagsziele gesprochen worden; al-Bakr habe „zwei Kilo sind fertig“ und ein „großer Berliner Flughafen“ sei „besser als Züge“ gesagt. In der zweiten Septemberhälfte soll er einen Flughafen in Berlin ausgekundschaftet haben, was erst bei späteren Ermittlungen entdeckt wurde. Darüber hinaus soll er auch Infrastruktur in Leipzig als Ziel in Betracht gezogen haben.
Nachdem al-Bakr – laut Bundesanwaltschaft – zumindest seit Anfang Oktober 2016 im Internet nach Anleitungen zur Herstellung von Sprengstoffvorrichtungen und Ausrüstungsgegenständen „für den ‚Dschihad‘“ gesucht hatte, sei er am 6. Oktober als Verdächtiger identifiziert worden. Am nächsten Tag konnte der Verfassungsschutz ihn lokalisieren, informierte die sächsische Polizei und begann, al-Bakr rund um die Uhr zu überwachen. Zivilpolizisten übernahmen die Überwachung des Hauses in Chemnitz-Kappel und wurden von Anwohnern erkannt. Nachdem der Verdächtige beim Kauf von Heißkleber beobachtet worden war, begann die Polizei mit der Belagerung des Wohnkomplexes, um der möglichen Fertigstellung eines Sprengsatzes zuvorzukommen.

## Festnahme
Am 8. Oktober 2016 gegen 7 Uhr morgens verließ ein Mann – möglicherweise al-Bakr – fluchtartig das observierte Haus. Die Polizei gab einen Warnschuss ab und versuchte, den Mann zu Fuß zu verfolgen, was laut Behördenangaben an der schweren Schutzausrüstung der Beamten scheiterte. Auf eine Stürmung des Hauses hatte die Polizei verzichtet, weil sie fürchtete, dass der Verdächtige bei einem Zugriff einen Sprengsatz zünden könnte. In der Wohnung fand sie etwa 500 Gramm des Explosivstoffs Triacetontriperoxid, rund 800 oder 1000 Gramm weitere Chemikalien zur Herstellung dieses Stoffs sowie Bauteile, die zur Herstellung eines Sprengkörpers geeignet waren.
Die Polizei warnte die Bevölkerung vor dem flüchtigen Terrorverdächtigen und leitete eine bundesweite Öffentlichkeitsfahndung mit Fotos ein, die der Verfassungsschutz während der Observation aufgenommen hatte. An den Berliner Flughäfen Tegel und Schönefeld wurden die Sicherheitsvorkehrungen erhöht. Der Mieter der Chemnitzer Wohnung, Khalil A., wurde als möglicher Komplize wegen Verdachts auf „Beihilfe zur Vorbereitung einer schweren staatsgefährdenden Gewalttat“ festgenommen. Spiegel Online berichtete am 20. August 2017, dass Khalil A. mangels Tatverdacht wieder auf freiem Fuß ist.

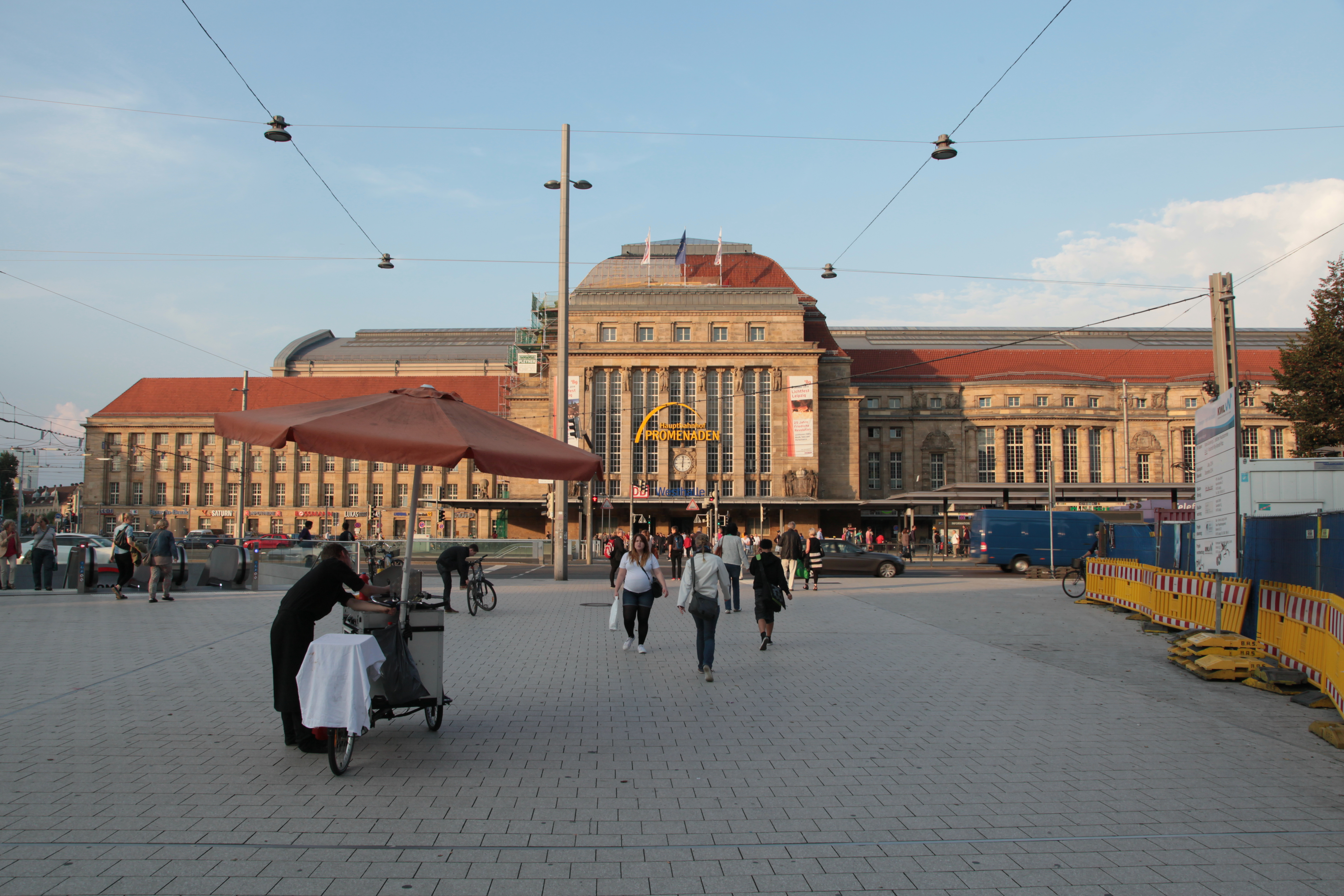
Hauptbahnhof Leipzig (2014)

Während der laufenden Großfahndung, die auch eine besondere Überwachung von Bahnhöfen einschloss, begab sich al-Bakr noch am selben Tag nach Leipzig. Dort suchte er vom Hauptbahnhof aus nach einer Unterkunft. Er wurde an einen im Leipziger Stadtteil Paunsdorf wohnhaften syrischen Flüchtling verwiesen, der nach eigenen Angaben gegen 18 Uhr einen Anruf von al-Bakr (unter falschem Namen) erhielt und ihn bei sich aufnahm. Al-Bakr übernachtete dort und ließ sich am nächsten Tag – dem 9. Oktober – von seinem Gastgeber den Kopf rasieren.
Zum weiteren Verlauf dieses Tages gibt es sich widersprechende Medienberichte. WeltN24 berief sich dabei auf Aussagen eines nicht näher benannten Bekannten des Gastgebers, der Spiegel auf Aussagen des Gastgebers und zwei seiner Landsleute, die am weiteren Geschehen beteiligt waren. Demnach erkannte entweder der Gastgeber oder ein syrischer Bekannter den Gesuchten anhand eines Fahndungsfotos im Internet, möglicherweise erst nachdem die Polizei den Fahndungsaufruf gegen 21:00 Uhr auf Arabisch veröffentlicht hatte. Eine oder zwei der beteiligten Personen suchten das Polizeirevier Leipzig-Südwest auf, konnten sich dort jedoch wegen sprachlicher Hürden nicht verständlich machen. Zwei Personen überwältigten und fesselten al-Bakr, der sich schlafen gelegt hatte, und einer fotografierte den Gefesselten mit seinem Mobiltelefon. Das oder die Fotos wurden entweder elektronisch an den oder die bereits bei der Polizei vorstellig gewordenen Landsleute übermittelt oder persönlich dorthin gebracht. Daraufhin verstanden die Beamten die Situation. Polizeibeamte fanden den Gesuchten gefesselt in der Wohnung vor und nahmen ihn fest, noch bevor das gerufene SEK eintraf.
Nach seiner Festnahme wurde al-Bakr zwei Stunden lang vernommen, nach Dresden gebracht und dort einem Haftrichter vorgeführt. Al-Bakr und sein Anwalt gaben zu verstehen, dass der Beschuldigte keine weiteren Aussagen machen werde. Nach Angaben des CDU-Politikers Wolfgang Bosbach war Al-Bakr jedoch sehr wohl bereit, weitere Aussagen zu treffen. Insgesamt waren 700 Beamte verschiedener Sicherheitsbehörden an Fahndung und Festnahme beteiligt. Neben der Polizei aus Sachsen waren Einheiten aus Bayern, Brandenburg, Berlin und Thüringen im Einsatz, zudem Vertreter anderer Ermittlungsbehörden wie des Bundeskriminalamts und der Landes-Verfassungsschutzämter.

## Tod
Dschaber al-Bakr saß nach seiner Festnahme am 10. Oktober 2016 in der Justizvollzugsanstalt Leipzig in Untersuchungshaft. Die Haftrichterin in Dresden hatte laut Medienberichten bei der Überstellung an die JVA Leipzig in einem Formular angekreuzt, dass al-Bakr suizidgefährdet sei; außerdem hatte sie ihn als Fremdgefährder eingestuft. Während der Haft befand sich al-Bakr im Durst- und Hungerstreik. Nach Aussagen des Leiters der JVA seien die Verantwortlichen dort von einer Suizidgefahr ausgegangen, die jedoch nicht „akut und klar erkennbar“ gewesen sei; entsprechend seien Kontrollen im Abstand von 15 Minuten angeordnet worden. Wegen der möglichen Fremdgefährdung sei al-Bakr entgegen der üblichen Praxis bei Suizidgefahr in Einzelhaft genommen worden, in einer Zelle mit einem Zwischengitter am Eingang, das zum Schutz des Personals dient. Auf die Unterbringung in einen BgH (besonders gesicherter Haftraum) habe man verzichtet, weil diese nur bei akuter Suizidgefahr erlaubt sei.
Eine sprachliche Verständigung mit dem Gefangenen war erst am 11. Oktober möglich, als Dolmetscher hinzugezogen wurden. Die Kontrollintervalle seien nun aufgrund eines psychologischen Gutachtens auf 30 Minuten verlängert worden. Am selben Tag habe al-Bakr die Lampe von der Zellendecke gerissen. Nach Bemerken des Schadens sei die Zelle stromlos geschaltet worden. Später sei aufgefallen, dass der Häftling sich auch an Steckdosen zu schaffen gemacht hatte. Die Schäden seien als Vandalismus eingestuft und am nachfolgenden Tag repariert worden. Ein Mithäftling sagte mehrmals aus, dass sich an der Lampe Teile eines Feinripphemdes befunden hätten. Der Mann gab weiter an, er habe von einem JVA-Beamten den Auftrag erhalten, die Lampe wieder zu befestigen. Dabei habe der Beamte geäußert, „wenn er das nochmal probiert, dann hält das“. Obwohl der Leipziger Staatsanwaltschaft die Aussagen des Gefangenen vorlägen, hätte diese den Zeugen nicht erneut vernehmen lassen.
Am Abend des 12. Oktober sei al-Bakr erhängt in seiner Zelle aufgefunden worden. Die letzte reguläre Kontrolle habe gegen 19:30 Uhr stattgefunden, und der Tote sei bei einer ungeplanten Kontrolle gegen 19:45 Uhr entdeckt worden. Er hatte sich mit seinem T-Shirt am Vorgitter der Zelle stranguliert. Reanimationsversuche seien erfolglos gewesen. Später wurde bekannt, dass sich an den Handgelenken des Gefangenen Schnittwunden befanden. Diese soll sich al-Bakr Stunden vor seinem Suizid selbst zugefügt haben. Die Staatsanwaltschaft erwähnte diese Wunden in ihrem Abschlussbericht nicht. Unklar ist bisher, mit welchem Gegenstand sich al-Bakr die Schnittwunden zugefügt haben soll und wie dieser Gegenstand in seinen Besitz gelangte.
Es hatte keine weiteren Versuche gegeben, al-Bakr zu vernehmen. Zuständig wäre die Generalbundesanwaltschaft gewesen, die das Verfahren an sich gezogen hatte.

## Beisetzung
Der Leichnam wurde Ende Oktober 2016 von der Gerichtsmedizin zur Bestattung freigegeben. Die Angehörigen verlangen zwar eine Aufklärung der Todesumstände, aber keine Überführung in die Heimat des Verstorbenen.

## Kritik an den Behörden und Aufarbeitung
Die Umstände des Suizids und mögliche Versäumnisse bei der Überwachung des Gefangenen sind Gegenstand einer öffentlichen Diskussion, ebenso die Schwierigkeiten bei dessen Festnahme. Politiker aller im Bundestag vertretenen Parteien einschließlich Vertretern der Bundesregierung sahen Fehler bei den Abläufen in der JVA Leipzig und forderten eine weitere Untersuchung. Sachsens Ministerpräsident Stanislaw Tillich und Justizminister Sebastian Gemkow räumten Versäumnisse im Umgang mit dem Häftling ein.
Die Sächsische Staatsregierung setzte eine Expertenkommission unter Leitung des ehemaligen Verfassungsrichters Herbert Landau ein, die den gesamten Vorgang von der Fahndung bis zum Suizid al-Bakrs untersuchen und bis Ende 2016 einen Bericht vorlegen sollte. Weitere Kommissionsmitglieder sind der ehemalige Verfassungsschutzpräsident Heinz Fromm, die Psychologin und ehemaligen Leiterin der JVA Celle Katharina Bennefeld-Kersten und der ehemalige Brandenburger Polizeiinspekteur Jürgen Jakobs. Die Expertenkommission listete eine Reihe von Fehler auf, die daraufhin unter anderem in Fernsehbeiträgen und anderen Medien thematisiert wurden. Der Innen- und der Rechtsausschuss des sächsischen Landtags sowie des Bundestages befassten sich mit dem Fall, ohne zu einer klaren Bewertung zu kommen. Die Familie erstattete Strafanzeige gegen Vollzugsbeamte wegen fahrlässiger Tötung. Das Verfahren wurde im Juni 2017 eingestellt.
Am 16. Oktober 2016 diskutierten in der Talkshow Anne Will über Der Fall Al-Bakr – Ist der Staat dem Terror gewachsen? Sebastian Gemkow, Joachim Herrmann, Katja Kipping, Georg Mascolo und Abdul Abbasi.
Am 9. Oktober 2017 sendete die ARD in der Reihe „Die Story im Ersten“ einen 45-minütigen Film über Dschaber al-Bakr.

## Fernsehbeiträge
- Jaber Albakr: der dubiose Tod eines mutmaßlichen Terroristen, ARD Monitor, 24. August 2017 (12.35 Minuten).
- Der unbekannte Terrorist – Jaber Albakr und das Versagen des Staates, ARD / WDR Die Story, 2. Mai 2018 (44.52 Minuten).[59]